# To You All
To You All è il secondo album in studio della heavy metal band, Krokus, uscito nel 1977 per l'Etichetta discografica Soundervice Records.
Compare per la prima volta il classico logo della band sulla copertina di questo album da cui è stato estratto il primo videoclip (Highway Song) e che ha ottenuto un limitato successo solo in Svizzera.

## Tracce
1. Highway Song – 4:02
2. To You All – 2:31
3. Festival – 5:14
4. Move It On – 3:28
5. Mr. Greedy – 3:27
6. Lonesome Rider – 2:39
7. Protection – 3:13
8. Trying Hard – 3:41
9. Don't Stop Playing – 3:10
10. Take It, Don't Leave It – 3:32

## Singoli
- Highway Song (b-side: Trying Hard)

## Formazione
- Chris von Rohr – voce, tastiere, basso
- Fernando Von Arb – chitarra ritmica, basso, tastiere
- Tommy Kiefer – chitarra solista
- Jürg Naegeli – basso, tastiere
- Freddy Steady – batteria